# De la Tierra hasta Marte
«De La Tierra Hasta Marte» es una canción del cantautor español Alfred García. Fue lanzada el 5 de diciembre de 2018 por el sello discográfico Universal Music España como primer sencillo de su álbum 1016. Fue escrita y producida por él mismo.

## Recepción comercial
Su videoclip oficial acumula más de 8 millones de reproducciones en YouTube. Ha sido certificado como disco de oro en España.

## Vídeo musical
El mismo día del lanzamiento, se lanzó el vídeo musical de la canción. Este supera actualmente las 8 millones de visualizaciones en YouTube. Fue dirigido por uno de sus profesores de la Universidad de Barcelona y protagonizado por él y la modelo catalana Laia M. Guiu .